# Теббит, Дональд
Дональд Теббит (англ. Donald Tebbit; 04.05.1920 — 25.09.2010), Рыцарь Великого Креста ордена Святого Михаила и Святого Георгия. и британский дипломат.
Учился в школе в Кембридже и в кембриджском колледже Тринити-Холл. Был президентом ассоциации выпускников Trinity Hall Association, 1984-1985.
В 1973—1976 годах шеф-клерк Форин-офис.
В 1976—1980 годах верховный комиссар Великобритании в Австралии.
С 2009 года был вице-президентом Британско-австралийского общества.